# Jordan Ayew
Jordan Pierre Ayew (Marseille, 11 de setembro de 1991) é um futebolista franco-ganês que atua como atacante. Atualmente, defende o Leicester City.
É filho do ex-jogador Abedi Pelé e irmão dos também futebolistas André e Abdul Rahim Ayew.

## Carreira
Revelado pelo Olympique de Marseille, profissionalizou-se em 2009, participando como reserva da conquista do Campeonato Francês na temporada 2009-10.

## Seleção
Ayew fez parte do elenco da Seleção Ganesa de Futebol na Campeonato Africano das Nações de 2017.

## Títulos
Olympique de Marseille
- Campeonato Francês: 2009-10
- Supercopa da França: 2010
- Copa da Liga Francesa: 2010-11

Gana
- Campeonato Africano das Nações: 2015 2º Lugar.